# Hrabstwo Mecklenburg (Karolina Północna)
Hrabstwo Mecklenburg (ang. Mecklenburg County) – hrabstwo w stanie Karolina Północna w Stanach Zjednoczonych.

## Geografia
Według spisu z 2000 roku obszar całkowity hrabstwa obejmuje powierzchnię 546 mil2 (1414,13 km²), z czego 526 mil2 (1362,33 km²) stanowią lądy, a 20 mil2 (51,8 km²) stanowią wody. Według szacunków United States Census Bureau w roku 2012 miało 969 031 mieszkańców. Jego siedzibą administracyjną jest Charlotte.

### Miasta
- Charlotte
- Cornelius
- Davidson
- Huntersville
- Matthews
- Mint Hill
- Pineville
- Stallings
- Weddington